# Le Voisin (série télévisée)
Pour les articles homonymes, voir Voisin.
Le Voisin (El Vecino) est une série télévisée espagnole de super-héros de comédie, créée par Miguel Esteban et Raúl Navarro, basée sur la série de bande dessinée El Vecino par Santiago García Pérez et Pepo. La série met en vedette Quim Gutiérrez, Clara Lago, Adrián Pino et Catalina Sopelana. Elle a été diffusée sur Netflix le 31 décembre 2019.

## Synopsis
Le Voisin suit l'histoire d'un homme malheureux, qui un jour acquiert par inadvertance un pouvoir mystérieux. Avec l'aide de son sympathique voisin, il commence à maîtriser ses nouvelles capacités pour combattre le mal et en même temps, les cacher aux yeux du public, y compris à son ex-petite amie suspecte.

## Distribution

### Acteurs principaux
- Quim Gutiérrez : Javier[3]
- Clara Lago : Lola
- Adrián Pino : José Ramón
- Catalina Sopelana : Julia
- Jorge Sanz : Alienígena
- Sergio Momo : Rober
- Paula Malia : Alicia
- Denis Gómez : Camello
- Aníbal Gómez : Adolfo
- Nacho Marraco : Marcelo
- Aitziber Garmendia : Marta

## Épisodes

### Saison 1 (2019)
1. Le Météore de la nuit (Piloto)
2. Les réseaux sociaux (La red social)
3. L'entraînement (Día de entrenamiento)
4. Le Dilemme (Dilema)
5. Secrets et mensonges (Secretos y mentiras)
6. En pleine tempête (La tormenta perfecta)
7. The Interview (La entrevista)
8. Le Casse du siècle (La gran apuesta)
9. La Party (El guateque)
10. Colossal (Colossal)

### Saison 2 (2021)
1. Tucker (Tucker)
2. Les Jeux olympiques (Los Juegos)
3. Duel au sommet (Mindfulness)
4. Des figurines articulées (Muñecos)
5. Les arènes (La plaza)
6. Le ministère (El Ministerio)
7. Danger imminent (La amenaza)
8. Miguelito (Miguelito)

## Production

### Développement
Le 6 février 2019, il a été annoncé que Netflix avait donné à la production une commande de série pour une première saison composée de dix épisodes. La série a été créée par Miguel Esteban et Raúl Navarro qui sont également crédités comme producteurs exécutifs. Les autres producteurs exécutifs devraient inclure Carlos de Pando et Sara Antuña. Les sociétés de production impliquées dans la série comprennent Zeta Audiovisual. La première saison est sortie le 31 décembre 2019.
Le 20 février 2020, Netflix a renouvelé la série pour une deuxième saison,.
Le 15 avril 2021, Netflix annonce la date de sortie de la deuxième saison pour le 21 mai 2021 et qu'elle sera la dernière.